# Шекеринская, Радмила
Радмила Шекеринская (макед. Радмила Шекеринска; род. 10 июня 1972, Скопье, СР Македония, СФРЮ) — северомакедонский государственный деятель. Член «Социал-демократического союза Македонии» (СДСМ). Заместитель генерального секретаря НАТО с 19 ноября 2024 года. В прошлом — министр обороны Северной Македонии (2017—2022), вице-премьер (2002—2006).

## Биография
Родилась 10 июня 1972 года в Скопье.
В 1995 году окончила электротехнический факультет Университета Святых Кирилла и Мефодия в Скопье.
В 1996 году работала помощником по связям с общественностью Института «Открытое Общество».
С 1997 по 2002 год — ассистент на кафедре электротехники.
В 2007 году окончила магистратуру в престижной Школе права и дипломатии им. Флетчера в Тафтском университете в Соединённых Штатах.
Владеет английским и французским языками, автор ряда научных и экспертных работ по электротехнике.

## Политическая карьера
С 1993 года Шекеринская избиралась несколько раз членом Руководящего бюро «Социал-демократического союза Македонии» (СДСМ). С 1995 года она — член Президиума СДСМ, а в 1999 году была избрана заместителем секретаря по иностранным делам СДСМ. С 1995 по 1999 год исполняла обязанности председателя Молодёжного СДСМ.
5 ноября 2006 года она была избрана председателем партии, но после внеочередных выборов весной 2008 года, на которых СДСМ потерпела поражение, подала в отставку 19 сентября того же года. Временным председателем был избран один из её заместителей — Зоран Заев.
С 1996 по 1998 год Шекеринская являлась членом Городского совета Скопье. В 1998 году была избрана членом Собрания Республики Македонии. В 2002 вновь избрана депутатом Собрания и сразу же назначена вице-премьером по европейской интеграции и координации внешней помощи в правительстве Бранко Црвенковского.
После избрания Црвенковского президентом Радмила Шекеринская исполняла обязанности главы правительства с мая по июнь 2004 года, до назначения премьером Хари Костова. В правительстве Костова сохранила пост вице-премьера. Повторно исполняла обязанности премьер-министра с 18 ноября по 17 декабря после отставки Костова до назначения Владо Бучковского. В правительстве Бучковского сохранила пост вице-премьера. Правительство ушло в отставку 27 августа 2006 года.
В июне — июле 2009 года возглавляла миссию БДИПЧ ОБСЕ по наблюдению за президентскими выборами в Кыргызстане.
1 июня 2017 года назначена министром обороны Республики Македонии в правительстве Зорана Заева. В 2019 году республика была переименована в Северную Македонию. Правительство ушло в отставку 16 января 2022 года.
19 ноября 2024 года назначена заместителем генерального секретаря НАТО.

## Семья
Радмила Шекеринская замужем (с 2006 года) за бизнесменом Божидаром Янковским. Детей нет.